# Рёйсбрук, Ян ван (архитектор)

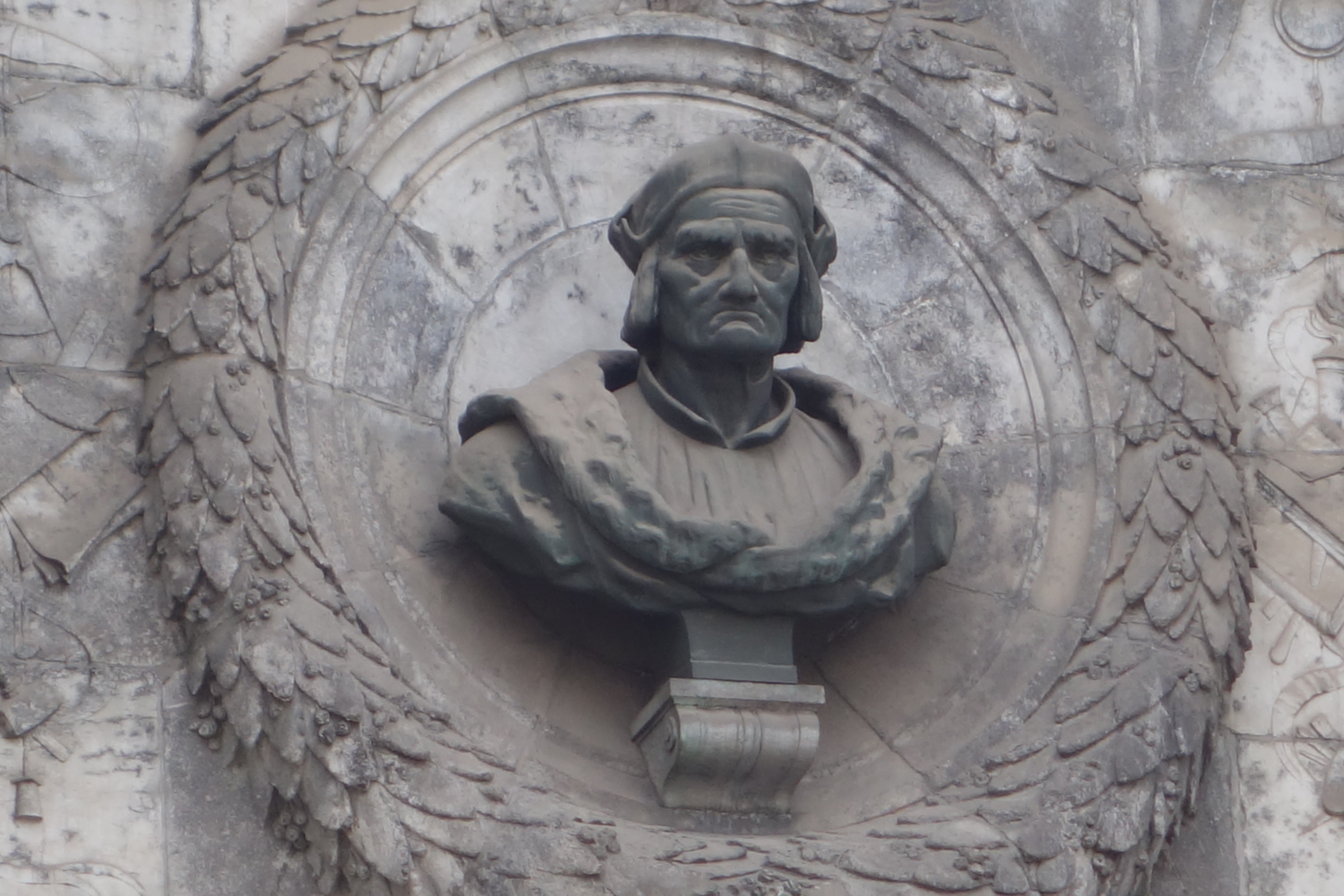

Ян ван Рёйсбрук, настоящее имя Ян ван ден Берге (нидерл. Jan van Ruysbroeck, Jan van den Berghe; ок. 1396, Брюссель — ок. 1486, Брюссель) — архитектор брабантской готики. Кульминацией его долгой и плодотворной деятельности в Брабанте (современная Бельгия), стало расширение здания Брюссельской ратуши и её знаменитой башни высотой в 96 м.

## Биография
Рёйсбрук происходил из семьи потомственных каменщиков. Фамилия семьи происходит от селения Рёйсбрук близ Брюсселя. Он был сыном Гиллиса ван Рёйсбрука, чья мастерская находилась на улице Лейкенсестраат в Брюсселе.
Был женат на Анне Мертс. У них было пятеро детей: Йоанна, Ян, Якоб, Виллем и Маргрит. Сыновья Ян и Виллем также стали архитекторами.
Имя Рёйсбрука встречается в документах о народном восстании 1421 года. Тогда ремесленники и торговцы завоевали себе место в городском управлении наряду со старой аристократией. Вместе с другими лидерами восстания Рёйсбрук вошел в недавно сформированный Вет, заседавший в недавно достроенной ратуше (1421). Впоследствии он продолжал вести политическую деятельность, получив новые мандаты в городском совете (1432, 1448).
Он также стал архитектором городского управления. С января 1449 года он работал мастером по каменной кладке башни здания Ратуши на рыночной площади. Он отвечал за новое правое крыло здания, из-за чего ему пришлось поднять существующую башню на новую высоту.
После завершения строительства ратуши 12 июня 1459 года Рёйсбрук стал мастером-каменщиком бургундского герцога Филиппа Доброго. По всему Брабанту он выполнил многочисленные работы на герцогских землях (замки Вилворде, Тервюрен и Генаппе, ветряные мельницы в Галене). При Карле Смелом ему была поручена исключительно территория Брюсселя. Он оставался на службе у герцогов до старости, даже при Марии Бургундской. Его сменил только в 1483—1484 годах Хендрик ван Эвергем. Параллельно с этим, с 1470 года Рёйсбрук начал работать на капитул Святой Гудулы, который назначил его главным плотником церкви Святой Гудулы вместо Хендрика де Мола. В 1470—1485 годах он завершил фасад готического Собора Святых Михаила и Гудулы в Брюсселе с двумя симметричными башнями.
Рёйсбрук работал в основном в Брюсселе, но известность ему принесли постройки по всей стране, от Льежа до Ауденарде. Для ордена августинцев Лёвена он увенчал шпилем недостроенную башню церкви Святой Гертруды. Никакие балки или «стяжки» при этом не использовались, поэтому жители Лёвена считали башню, выстроенной «без гвоздей» (toren zonder nagels), одним из своих семи чудес. При этом они не знали об использование колец, перекладин и других металлических элементов в уникальных башенных конструкциях Рёйсбрука.
Когда Рёйсбрук приблизился к девяностолетнему возрасту, он стал нуждаться в посторонней помощи. 19 июля 1485 года его дети согласились, что их дочь Кателийне будет заботиться об отце. Вскоре после этого он умер. Точная дата его смерти неизвестна.

## Легенда о самоубийстве
Согласно легенде, которая была известна уже в XVII веке, Рёйсбрук, когда увидел, что не сможет разместить башню Брюссельской ратуши в центре симметричного фасада, не выдержал позора и повесился. По этой же легенде, несмотря на договор с дьяволом, замаскированным под монаха, и обнаружение бычьих шкур в качестве подкрепления фундамента, правое крыло здания ратуши «застряло» в болоте. В позднейшей версии легенды архитектор прыгает со шпиля вниз и разбивается насмерть. Во внутреннем дворе ратуши якобы находилась звезда, отмечающая место падения тела несчастного архитектора.
На самом деле асимметрия здания ратуши прекрасно объясняется историей строительства. В своём начальном виде новая ратуша состояла из одного крыла и угловой башни, служившей колокольней. На первом этаже хранились городские привилегии и постановления. Безопасности уделялось настолько большое внимание, что незащищенные стороны башни (то есть отдельно стоящие правая и задняя стороны) были сделаны толщиной в полтора метра. Это означало, что портал нельзя было разместить в центре. После завершения строительства возникло желание построить более высокую башню. Такое деликатное вмешательство считалось невозможным без добавления опорного правого крыла, фасад которого опирался бы на башню. Для дополнительной прочности Рёйсбрук построил контрфорс, который сделал первые окна фасада наполовину слепыми. Тот факт, что правое крыло было короче левого, объяснялся ограниченным пространством. Таким образом, расположение башни и портала представляет собой продуманное сочетание функциональности и эстетики, дающее гармоничный результат. Легенды об архитекторах, кончающих жизнь самоубийством (либо заключающих договор с дьяволом), были распространены в средневековье и являются своеобразным отражением удивления и благоговения перед тайнами строительного искусства.
Бюст Яна ван Рёйсбрука рядом с другими выдающимися нидерландскими художниками помещён в одном из медальонов над входными воротами Королевского музея изящных искусств в Брюсселе. В XIX веке под сводом портала брюссельской ратуши была помещена статуя Рёйсбрука, держащего в руках модель здания.

## Галерея

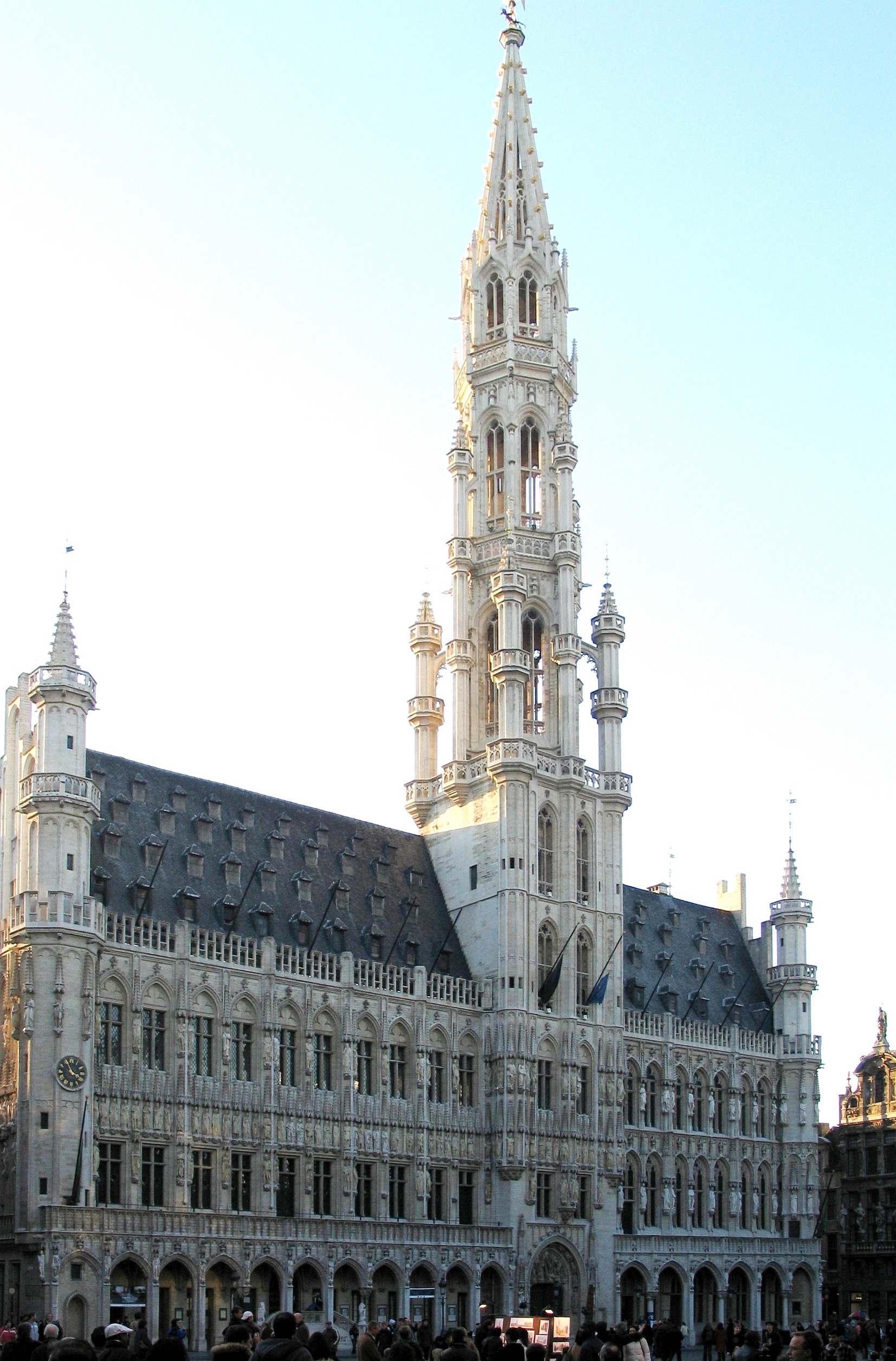
Здание Ратуши в Брюсселе. 1449—1455
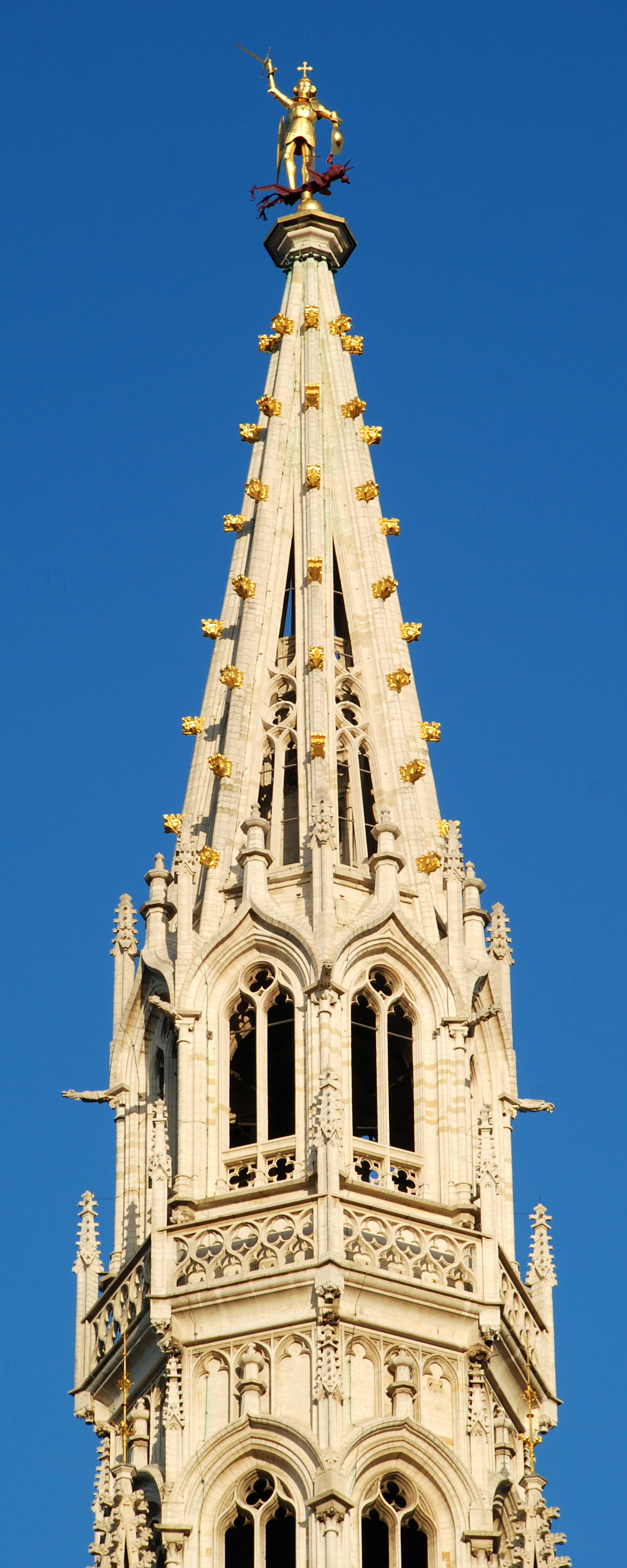
Навершие беффруа (башни) Брюссельской ратуши.
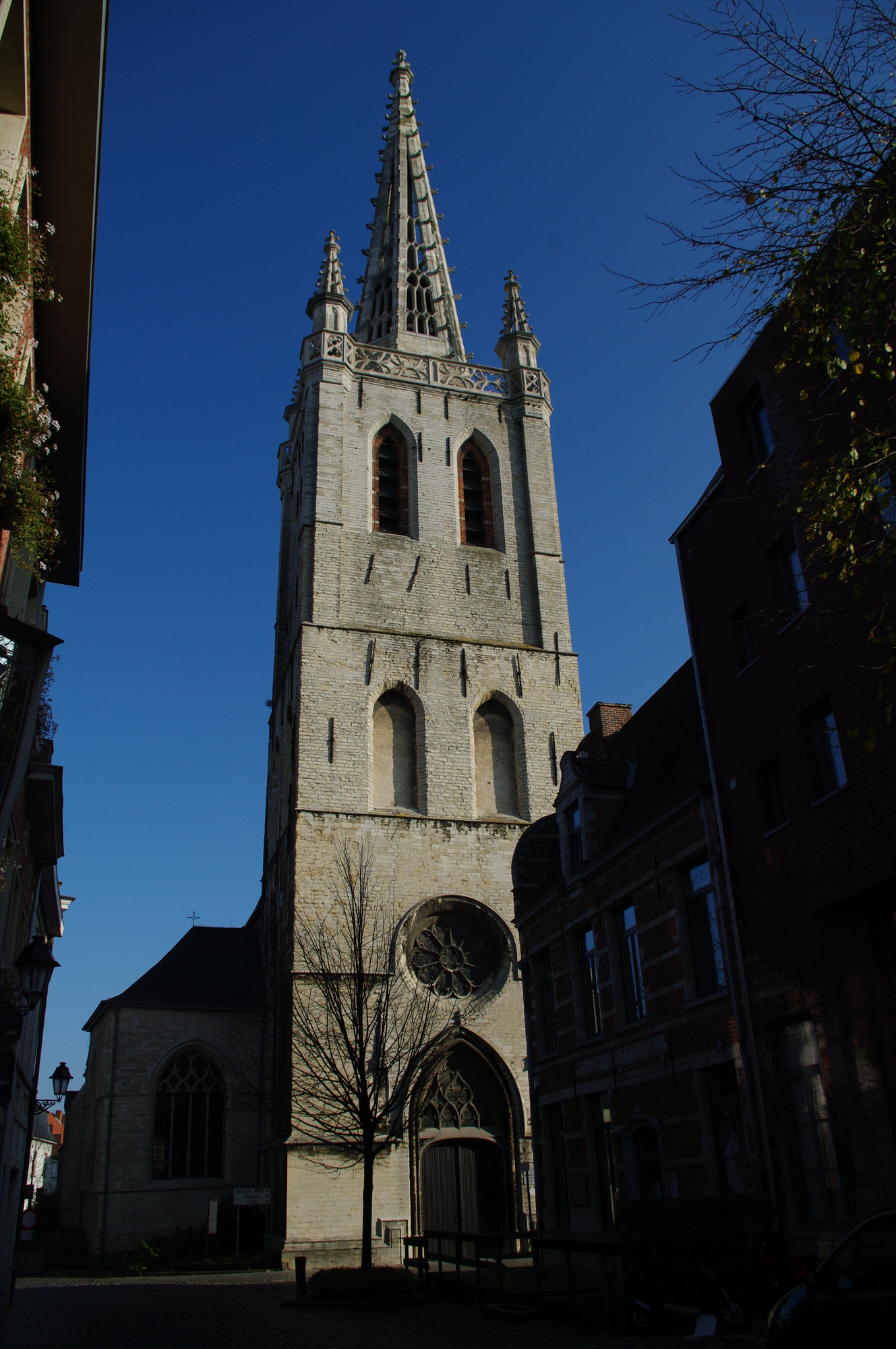
Церковь Святой Гертруды в Лёвене. 1453
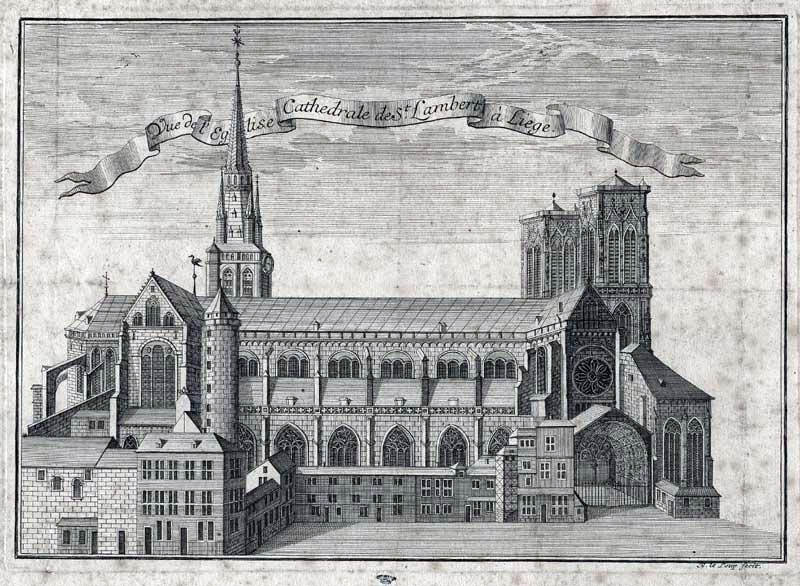
Собор Святого Ламбера в Льеже. 1451—1454 (не сохранился). Гравюра 1735 г.
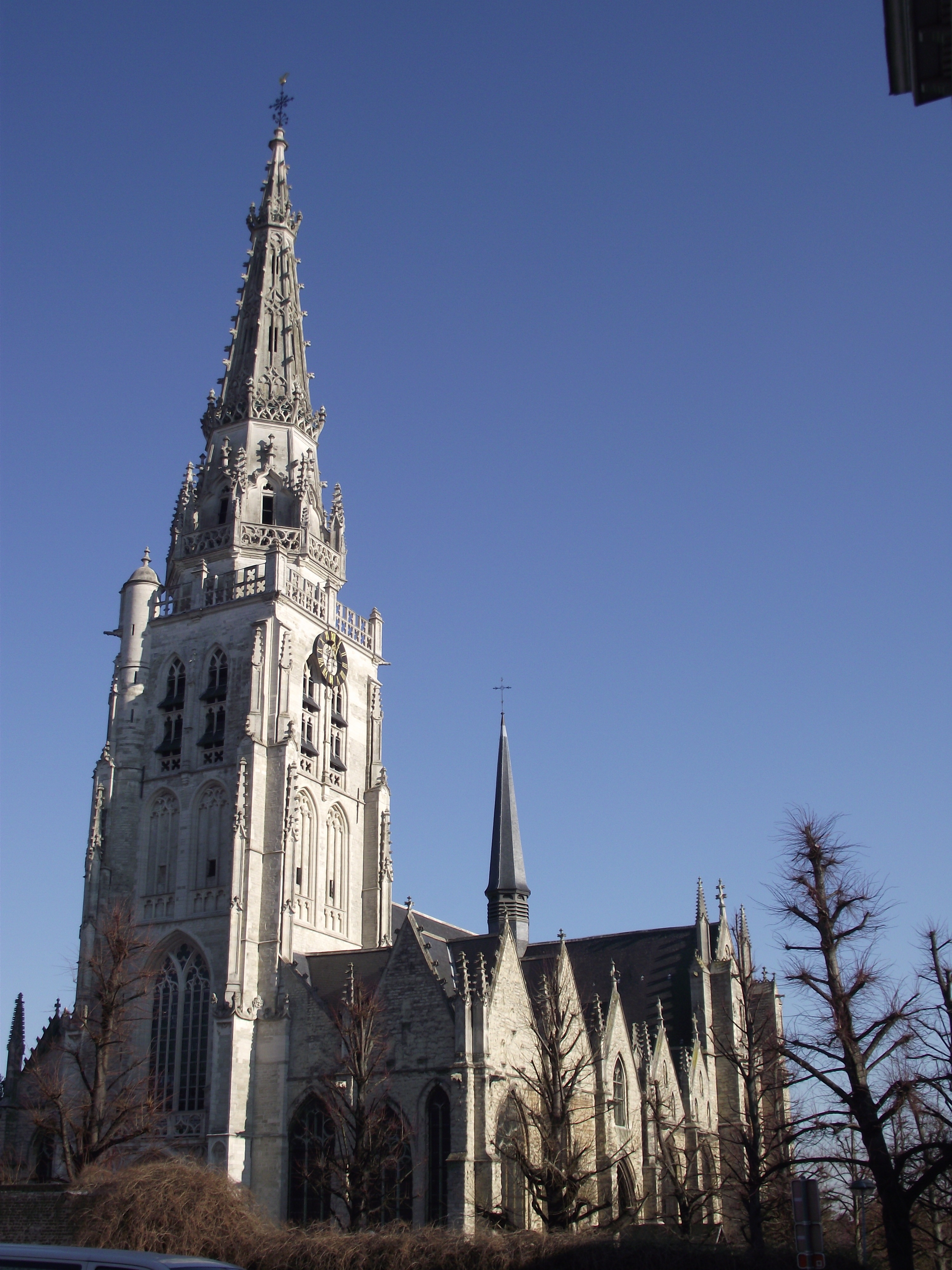
Церковь Святых Петра и Гвидо в Андерлехте. 1479—1485